# Amauronematus viduatinus
Amauronematus viduatinus är en stekelart som beskrevs av René Malaise 1931. Amauronematus viduatinus ingår i släktet Amauronematus, och familjen bladsteklar. Arten är reproducerande i Sverige.